# Biró Gábor (labdarúgó)
Biró Gábor, románul Gavrilă Birău (Sepsiszentgyörgy, 1945. augusztus 11. – 2025. március 16.) korosztályos román válogatott magyar labdarúgó, hátvéd, edző.

## Pályafutása

### Klubcsapatban
1958 és 1964 között a sepsiszentgyörgyi Textil korosztályos csapatában játszott. 1965 és 1976 között az UTA Arad labdarúgója volt, ahol két román bajnoki címet és egy kupagyőzelmet ért el a csapattal. 1976–77-ben az Aurul Brad együttesében fejezte be az aktív játékot.

### A válogatottban
1966-ban egy alkalommal szerepelt a román U23-as válogatottban.

### Edzőként
1981–82-ben a Strungul Arad, 1982–83-ban, 1987–88-ban és 1989–90-ben az UTA Arad vezetőedzője volt.

## Sikerei, díjai
- Román bajnokság
  - bajnok (2): 1968–69, 1969–70[3]
- Román kupa
  - döntős: 1965[4]